# 歩兵第101連隊
歩兵第101連隊（ほへいだい101れんたい、歩兵第百一聯隊）は、大日本帝国陸軍の連隊のひとつ。

## 沿革
- 1937年（昭和12年）9月 - 連隊編成後ただちに上海に派遣され上海戦の増援に赴く。大場鎮まで進出するも初代連隊長・大佐加納治雄が戦没。後の追撃戦には参加せず上海の警備にあたる
- 1938年（昭和13年） - 徐州会戦、漢口作戦に参加、長江を遡航し九江に上陸、中華民国の国民革命軍と激戦を繰り広げ連隊長・大佐飯塚国五郎が2代続けて戦没。その後、徳安、修水、南昌を占領し帰還する
- 1940年（昭和15年）

復員
12月4日 - 歩兵第1連隊留守隊を基幹に改編され、再び軍旗を拝受され東京市赤坂区赤坂一ツ木町（現・赤坂サカス／TBS放送センター）の近衛歩兵第3連隊兵舎に駐屯
- 1942年（昭和17年）11月 - 神奈川県川崎市（現・高津区）溝の口に転営
- 1943年（昭和18年）

3月 - 第61師団に所属変更
4月 - 大陸に派遣され、南京の警備にあたり、その間も隷下部隊は中支各地の作戦に転用される
- 1945年（昭和20年）8月 - 終戦

## 歴代連隊長
| 第一次 |            |                       |               |
| 1      | 加納治雄   | 1937.9.1 - 1937.10.11 | 戦死          |
| 2      | 飯塚国五郎 | 1937.10.14 - 1938.9.3 | 戦死          |
| 3      | 布施安昌   | 1938.9.5 -            |               |
| 4      | 原田新一   | 1939.3.9 -            |               |
| 5      | 下川義忠   | 1939.9.18 -           | 1940.2.24復員 |
| 第二次 |            |                       |               |
| 1      | 加藤勝蔵   | 1940.8.1 -            |               |
| 2      | 羽鳥長四郎 | 1942.8.1 -            |               |
| 3      | 野村懋     | 1945.2.20 -           |               |

## 跡地
川崎市（現：高津区・宮前区）移駐後の兵営（溝の口演習場）は戦後、東京急行電鉄が推し進めた多摩田園都市開発の一環として整備された。
連隊司令部跡地は川崎市に払い下げられ、川崎市立宮崎中学校が開校した。